# Guadalupe Parrondo
Guadalupe Parrondo (Perú, 29 de junio de 1946) es una pianista mexicana. De padre mexicano (Rodolfo Parrondo Castañeda) y madre peruana, Estela Corcuera Romero. Es reconocida por sus interpretaciones de música de concierto, tanto de compositores del repertorio internacional como a compositores mexicanos y latinoamericanos.

## Biografía
El padre de Guadalupe Parrondo, era técnico en pianos, trabajaba arreglándolos y afinándolos, por lo que desde los 3 años comenzó a estudiar el instrumento. Debido a que Parrondo acompañaba a su padre a afinar diversos instrumentos, incluyendo los órganos tubulares de las iglesias, desarrolló la capacidad de identificar notas sin un punto de referencia, habilidad que se denomina oído absoluto. En una entrevista cuenta que, incluso, aprendió música antes de aprender a leer. En la ciudad de Lima comenzó a dar recitales desde pequeña, y ahí fue descubierta por el director de orquesta y compositor Luis Herrera de la Fuente con quien interpretó a los 7 años, el Concierto para Piano y orquesta en Re mayor de Joseph Haydn. En Lima continuó estudiando piano por un tiempo.
En 1966 se trasladó a París, donde estudió en primera instancia con Magda Tagliaferro y después en la École Normale de Musique de Paris. En París residió durante 7 años.

## Trayectoria artística
Posee un repertorio pianístico que abarca las principales composiciones para el instrumento, desde Johann Sebastian Bach, Beethoven, Chaikovski, Chopin, Liszt, y también de compositores contemporáneos, especialmente de origen mexicano y latinoamericano. Estrenó la Sexta sonata de Federico Ibarra, la cual está dedicada a ella. Parrondo es solista habitual de las orquestas sinfónicas y filarmónicas más reconocidas en México y suele presentarse frecuentemente en conciertos de cámara y recitales de piano en diversas ciudades europeas y del continente americano, así como en Egipto y Japón.
Debido a su relevancia como intérprete ha sido invitada a participar como jurado de diversos Concursos de piano, en París, Caracas, México, entre otros lugares, así como a impartir clases magistrales en Estados Unidos, Alemania, Venezuela, Perú y México.
En enero de 2015 participó en el concierto homenaje al director y compositor Luis Herrera de la Fuente, de quien interpretó la parte solista de su Concierto para piano y orquesta, junto a la Orquesta Sinfónica Nacional de México, dirigida por José Guadalupe Flores.

### Premios
Ha recibido diversos premios y reconocimientos a lo largo de su carrera pianística, como el del Concurso Internacional Teresa Carreño, la presea Albert Lévècque a la mejor interpretación Bach en Montevideo, así como el Primer premio María Canals de Barcelona. También obtuvo el segundo lugar en el concurso Ejecución Musical de Ginebra y un premio especial en el Marguerite Long. Ganó la medalla Mozart de la Fundación Cultural Domecq y la embajada de Austria en México.

### Grabaciones
Entre sus grabaciones más destacadas se encuentra la del Concierto Romántico para piano y orquesta de Manuel M. Ponce con la Landes Jugender Orchester Rheinland-Pfalz, dirigida por Sergio Cárdenas. Dos discos con música de piano solo, el primero dedicado a Bach, Bartók, Beethoven y Chopin, y el segundo con obras de Beethoven, Ricardo Castro, Ruiz Armengol, Zúñiga.
En septiembre de 2010 grabó por cuarta ocasión el Concierto Romántico de Ponce con la Orquesta Sinfónica de Aguascalientes dirigida por Román Revueltas. En 2012 grabó la obra pianística integral de José Pablo Moncayo, interpretando algunas obras que hasta entonces habían permanecido inéditas. En este disco también están incluidas las sonatas para violín y piano y viola y piano.